# 埃迪森·托洛扎
埃迪森·托洛扎·科罗拉多（Édison Toloza Colorado，1984年6月15日—），是一名哥伦比亚职业足球运动员，司职前锋。现在效力于中国足球超级联赛球队江苏舜天。
2014年7月21日，托洛扎加盟中国足球超级联赛球队江苏舜天。